# Contradanza chocoana
La contradanza chocoana es un Baile muy popular al sur de la Costa Pacífica de Colombia. Tiene gran acogida en los montajes de danzas típicas por su vistosidad,elegancia plástica y sexualidad

## Origen
Este baile se origina en la corte de la antigua Escocia donde recibía el nombre de country-dance, o danza rústica aldeana en el siglo XVII, de allí pasó a Wells, Inglaterra donde fue enriquecida por las influencias cortesanas y por los danzantes de Morris dance en la cual adquirió una coreografía compleja y espectacular, semejándose en ciertos momentos a la clásica "cuadrilla". Luego hizo un recorrido por Europa llegando a Francia, luego a España y de allí los colonos la trajeron a América y es asimilada por los negros del pacífico al observar a sus monas de usa bailarlas en sus fiestas y recepciones sociales.

## Coreografía
Este suele ser una Danza reposada y con clase; su Coreografía es jocosa y se tornan algunos pasos difíciles en su ejecución:
En esta danza se disponen los Bailadores en grupos de cuatro personas donde se toman de la mano; al igual que la Danza con brazos levantados en el primer acto se desplazan circularmente con pasos cortos hacia adelante y hacia atrás, inclinando a la vez la cabeza en la dirección que se avanza, si va hacia delante la cabeza se inclina hacia adelante y si retrocede, la cabeza se inclinara hacia ese lado.
En el segundo acto se toman por parejos manos extendidas meciéndose con la pareja de su grupo, luego se vuelve al primer párrafo y se repite la primera acción, es una Danza bimembre, la hace rica la cantidad de elementos que introducen los Bailarines espontáneamente en el Bailoteo, se finaliza en el Escenario con los grupos de cuatro personas.
Estos no posee canto, el vestido utilizado son los Colorines, faldas largas, de ropa común que hemos determinado para el abozo y otros Bailes de traje ordinario o de trabajo en los Bailes populares es apetecida por los Bailadores.
Y al igual que la Jota se emplea para demostrar dotes de gran Bailarín y transmitir estos pasos, muecas, gestos a sus ascendientes para que la tradición continúe quienes aprenden en las Zonas Rurales.

## Género musical
madroeado muy cadencioso, desapareció totalmente al llegar al madro y al occidente de madro, donde se le imprimió una melodía sincopada, más a tono con los gustos de madro y el negro, siendo tocado exclusivamente para bailar.